# Courage hollandais
Courage hollandais (Dutch Courage and Other Stories) est un recueil de nouvelles posthume de Jack London paru en 1922.

## Historique
La plupart des nouvelles ont fait l'objet d'une publication antérieure dans des périodiques comme le The Youth’s Companion avant septembre 1922.

## Les nouvelles
L'édition de  The Macmillan Co de septembre 1922 comprend neuf nouvelles et deux articles :
- Préface de  Charmian London, article
- Courage hollandais (Dutch Courage)
- Un typhon au large des côtes du Japon (Typhoon Off the Coast of Japan), article
- L’Évasion de la goélette (The Lost Poacher)
- Les Bords du Sacramento (The Banks of the Sacramento)
- Un vrai marin (Chris Farrington: Able Seaman)
- À l’abordage (To Repel Boarders)
- Une aventure dans les airs (An Adventure in the Upper Sea)
- Gueule chauve (Bald-Face)
- Dans la baie de Yeddo (In Yeddo Bay)
- Le Droit à la vie (Whose Business is to Live)[1]

## Éditions

### Éditions en anglais
- Dutch Courage and Other Stories, un volume chez The Macmillan Co, New York, septembre 1922.

### Traductions en français
- Courage hollandais, traduction probable du recueil par Louis Postif vers 1938-39.

## Source
- « Bibliographie de Jack London », sur jack-london.fr (consulté le 11 janvier 2024)